# 殷秀美
殷秀美（韓語：은수미；1963年12月6日—）本貫幸州殷氏，是韓國政治人物、共同民主黨党员，曾任國會議員、城南市市长。早年就讀美林高等學校和首爾大學社會學系並並且取得博士學位。2016年審議「恐怖主義防治」法案期間，她從2月24日週三凌晨兩點開始發言，直到中午12點48分結束，持續時間長達十小時十八分，創下韓國國會史上，拉布演說紀錄的保持者。